# Aleksandr Michajlovič Gerasimov
Aleksandr Michajlovič Gerasimov (in russo Александр Михайлович Герасимов?; Kozlov, 12 agosto 1881 – Mosca, 23 luglio 1963) è stato un pittore russo.

## Biografia
Il suo percorso di formazione artistica si svolse dal 1903 al 1913 all'istituto di pittura, scultura, architettura di Mosca, dove ebbe come maestri Korovin e Serov.
Già nella sua prima fase artistica giovanile, Gerasimov si allineò alla tradizione russa ottocentesca, in contrasto con l'emergente diffusione dell'avanguardia.
In questo periodo i suoi temi preferiti furono paesaggi e nature morte, tra i quali Via di Koslov (1913) e Troika d'inverno (1914).
Dal 1915 al 1918 fu arruolato nell'esercito zarista, dopodiché si trasferì dapprima a Kozlov, dove preparò una serie di opere esaltanti la Rivoluzione d'ottobre e infine a Mosca, dove affinò il suo stile, miscelando realismo, naturalismo e illuminazioni impressionistiche.
Successivamente entrò a far parte dell'AChRR ("Associazione degli artisti della Russia rivoluzionaria"), movimento di restaurazione naturalistico sovietico, divenendone uno dei rappresentanti più intransigenti; fu anche presidente del MOSSCh ("Sezione di Mosca dell'Unione degli artisti sovietici") dal 1937 al 1939.
Nel 1934 Gerasimov fece un viaggio nelle città europee, visitando Berlino, Roma, Napoli, Firenze, Venezia, Istanbul e Parigi.
Assunse un ruolo primario anche nell'Accademia delle Arti sovietica.
In questa fase artistica Gerasimov si dedicò, soprattutto, ai ritratti dei leader dell'Unione Sovietica.
Nelle sue opere principali, come ad esempio Mičurin (1926), Vorošilov (1927), Lenin sulla tribuna (1930), Stalin al XVI congresso (1933), di gusto naturalistico, si manifestarono le mentalità e il costume dei capi sovietici.
Nel 1941 vinse il Premio Stalin con l'opera Stalin e Vorošilov al Cremlino.
Aleksandr Gerasimov fu uno dei rappresentanti più significativi dell'arte sovietica, le cui opere divennero esempi di stile ufficiale dell'epoca di Stalin. In una sua prima fase artistica (1910) Gerasimov dipinse in stile impressionista, caratterizzandosi per i colori vivaci e grandi tratti, invece dalla metà degli anni venti aderì ad uno stile realistico. 
Negli anni cinquanta e sessanta si dedicò soprattutto ai paesaggi e alle nature morte in uno stile vicino ai suoi primi lavori.
Dopo il 20º congresso del Partito Comunista dell'Unione Sovietica nel 1956, Gerasimov ebbe problemi con le autorità sovietiche e fu licenziato. Tra la fine degli anni cinquanta e l'inizio degli anni sessanta non partecipò alle mostre.
Realizzò così tanti ritratti di Kliment Vorošilov, al punto che Nikita Chruščёv accusò Vorošilov di trascorrere troppo tempo nello studio di Gerasimov, a scapito del suo impegno come Commissario del popolo.

## Opere principali
- 1929—1930 — Lenin na tribune, ("Lenin sulla tribuna"), Mosca, Museo storico;
- 1931 — Doklad tov. Stalina na XVI parts''ezde, ("Rapporto del compagno. Al XVI Congresso del Partito");
- 1935 — Posle doždja (Mokraja terrasa), ("Dopo la pioggia", o "Terrazza bagnata"), Mosca, Galleria Tret'jakov;
- 1938 — I. V. Stalin i K. E. Vorošilov v Kremle, ("I. V. Stalin e K. E. Vorošilov nel Cremlino"), Mosca, Galleria Tret'jakov;
- 1938 — Banja, ("Terme"), Mičurinsk, Casa-Museo di A. Gerasimov;
- 1939 — Portret baleriny O. V. Lepešinskoj, ("Ritratto della ballerina O. V. Lepešinskaja");
- 1939 — I. V. Stalin i A. M. Gor'kij v Gorkach, ("I. V. Stalin e A. M. Gor'kij a Gorki");
- 1942 — Gimn Oktjabrju, ("Inno d'ottobre"), San Pietroburgo, Museo statale russo;
- 1944 — Portret starejšich sovetskich chudožnikov, ("Ritratto dei più antichi artisti sovietici"), Mosca, Galleria Tret'jakov;
- 1945 — Tegeranskaja konferencija rukovoditelej trëch velikich deržav, ("Conferenza di Teheran dei leader delle tre grandi potenze");
- 1946 - Rož', ("Segale");
- 1948 — I. V. Stalin u groba A. A. Ždanova, ("I. V. Stalin al funerale di A. Ždanov"), Mosca, Galleria Tret'jakov;
- 1949 — Est' metro!, ("C'è la metropolitana!");
- 1950 — Portret narodnogo artista SSSR M. D. Michajlova v roli chana Končaka, ("Ritratto dell'artista popolare dell'URSS M. D. Michajlov");
- 1951 — Groza, ("Temporale"), Mosca, Galleria Tret'jakov;
- 1954 — Vesti s celiny, ("Dalle terre vergini");
- 1955 — Poloveckie pljaski, ("Danze poloviane"), collezione privata;
- 1957 — Portret narodnych artistok SSSR A. A. Jabločkinoj, E. D. Turčaninovoj, V. N. Ryžovoj, ("Ritratto delle Artiste del popolo dell'URSS A. A. Jabločkina, E. D. Turčaninova, V. N. Ryžova").